# Gustav Karl von Paykull
Gustav Karl Freiherr von Paykull (schwedisch Gustaf Carl, friherre till Vöråberg, herre till Innis och Skällnora; geboren am 18. Juli 1653 in Stockholm; gefallen am 4. Dezember 1676 in der Schlacht bei Lund), schwedischer Rittmeister und Kammerherr, als „der Erfreuliche“ Mitglied der Fruchtbringenden Gesellschaft.

## Leben
Gustav Karl war der einzige Sohn des 1651 in den schwedischen Freiherrnstand erhobenen Generalleutnants, Reichsrats und Gouverneurs von Wismar Göran Paykull (1605–1657) und der Sigrid, geborene Horn af Åminne (1630–1693). Die Familie Paykull gehörte dem altlivländischen Adel an.
Paykull studierte seit 9. August 1665 in Uppsala und seit 1672 in Leipzig. Hiernach bestritt er die Offizierslaufbahn in der Schwedischen Armee. Am 28. Januar 1673 wurde er in Halle als Freiherr Gustav Carl von Paykull mit dem Namen „der Erfreuliche“ in die Fruchtbringende Gesellschaft aufgenommen. 1676 war er Rittmeister im Leibregiment, gleichzeitig Kammerherr der Königin von Schweden Hedwig Eleonora. Er war Freiherr zu Vöråberg in Österbotten sowie Erbherr auf Innis in Estland und Skällnora bei Stockholm. Im Schonischen Krieg ist er vor Lund gefallen und wurde am 18. Dezember 1678 Riddarholmskyrkan in Stockholm beigesetzt. Mit ihm ist die von seinem Vater gestiftete freiherrliche Linie Paykull erloschen.